# Mer
Mer — форк MeeGo, созданный Open Source-сообществом в 2011 году для развития этой мобильной Linux-платформы после того, как угас интерес оригинального разработчика (компании Nokia).
Изначально проект Mer появился как альтернатива Maemo для запуска на интернет-планшетах Nokia, но со временем интерес сообщества к нему стал падать. Однако в момент прекращения работы Nokia над MeeGo, объединившей в себе Maemo и Moblin, проект Mer получил второе дыхание и был анонсирован вскоре после начала позиционирования Tizen как продолжения MeeGo. Поскольку Tizen, развиваемый Samsung при поддержке The Linux Foundation, стал скорее наследником традиций одноименной системы от Samsung (Tizen), реальным продолжателем MeeGo стал именно Mer.
4 апреля 2019 было объявлено об объединении Sailfish OS с открытым проектом Mer.

## Технические особенности
Mer — замена MeeGo Core и позиционируется не как полноценная операционная система, а как компонент ОС (на базе Linux), то есть общая схема выглядит так:
Ядро Linux → Mer → Графическая оболочка
Используемые и поддерживаемые в Mer технологии:
- Поддерживаемое аппаратное обеспечение: ARMv6, ARMv7, Aarch64(arm64), Intel x86, Intel x86-64, MIPS32
- Поддерживаемые графические серверы: Wayland
- Поддерживаемые графические тулкиты: Qt, EFL, HTML5
- Менеджер пакетов: RPM
- Система сборки: OBS (Open Build Service)
- Прочее: libhybris библиотека трансляции вызовов bionic в glibc вызовы (совместимость с Android сервисами и драйверами), init-система systemd

## Разработка
Для разработки в Mer используются:
- дистрибутив GNU/Linux;
- система контроля версий Git;
- SDK;
- osc и build для сборки пакетов в OBS (Open Build Service);
- spectacle для генерации spec-файлов;
- эмулятор QEMU.

## Проекты на базе Mer
- KDE Plasma Active (планшет Vivaldi[4])
- Sailfish OS от Jolla
- Nemo Mobile
- SeaDot (наследник WeTab OS)